# Jeonse
Jeonse (Koreanisch: 전세; Hanja: 傳貰; koreanische Aussprache: [tɕʌn.sʰe]) ist ein in Südkorea verbreitetes Prinzip für die Miete von Wohnungen und Immobilien, bei dem anstelle regelmäßiger Mietzahlungen eine hohe Kaution hinterlegt wird, deren Anlagegewinne zur Entlohnung der Vermieterseite dienen sollen. Bei Auszug erfolgt die Rückzahlung der meist 50 bis 80 Prozent des Wohnungswerts betragenen Kaution. 
Als Bajeonse (반전세; 半傳貰; deutsch: Halb-Jeonse) wird ein Mischsystem aus etwas niedrigerer Kaution und kleinen Monatsmieten bezeichnet.

## Hintergrund und Gegenwart
Die Entstehung des Jeonse-Systems hängt eng mit volkswirtschaftlichen Dominanz koreanischer Familienkonzerne (Jaebeol) zusammen. Es wurde lange Zeit als koreanischer Mechanismus für sozialen und finanziellen Aufstieg aufgefasst, der Vermietern Erträge zur Erweiterung ihres Portfolios zusicherte und dabei Mietern – oft durch Schenkungen aus dem Kreise der Familie – die Gelegenheit zum Ansparen eines Vermögens gab. Nichtsdestotrotz können durch Wertschwankungen auf dem Immobilienmarkt als auch das Ausbleiben erhoffter Kapitalerträge Risiken für Mieter als auch Vermieter entstehen. Bei der Pfändung und Steuernachzahlung überschuldeter Vermieter wird südkoreanischen Behörden zudem eine höhere Priorität eingeräumt als den Mietern, sodass diese unter Umständen keine Rückzahlung der Kaution erhalten.
Anfang der 2010er Jahre erfuhr der Anteil per Jeonse vermieteter Immobilien erneut großes Wachstum. Mitte des Jahrzehnts betrug die Summe koreanischer Jeonse-Kautionen 442,5 Milliarden US-Dollar, was einem signifikanten Teil des nationalen Finanzmarktes darstellt. Aufgrund veränderter steuerlicher Anreize in Südkorea übertraf der Anteil ‚klassisch westlicher‘ Mietverhältnisse (Wolse, 월세) dagegen 2022 erstmals den Anteil der Jeonse-Mieten.